# Serrat del Colom (Castellcir)
El Serrat del Colom és una muntanya i serrat de 851 metres al terme municipal de Castellcir, a la comarca del Moianès. És a la carena que separa les valls de la riera de Castellcir i del torrent de la Casanova, al nord-oest del Castell de Castellcir, a migdia de Santa Coloma Sasserra i al nord-est del poble de Castellcir. Als peus del seu extrem nord-est hi ha la Casanova del Castell. Aquesta muntanya i serrat pren el nom del colom, animal que antigament existia en gran abundància en aquest paratge.